# Mamajiwzi
Mamajiwzi (ukrainisch Мамаївці; russisch Мамаивцы Mamaiwzy, rumänisch Mămăeşti, deutsch Mamajestie) ist ein Dorf in der ukrainischen Oblast Tscherniwzi mit etwa 5800 Einwohnern (2004).

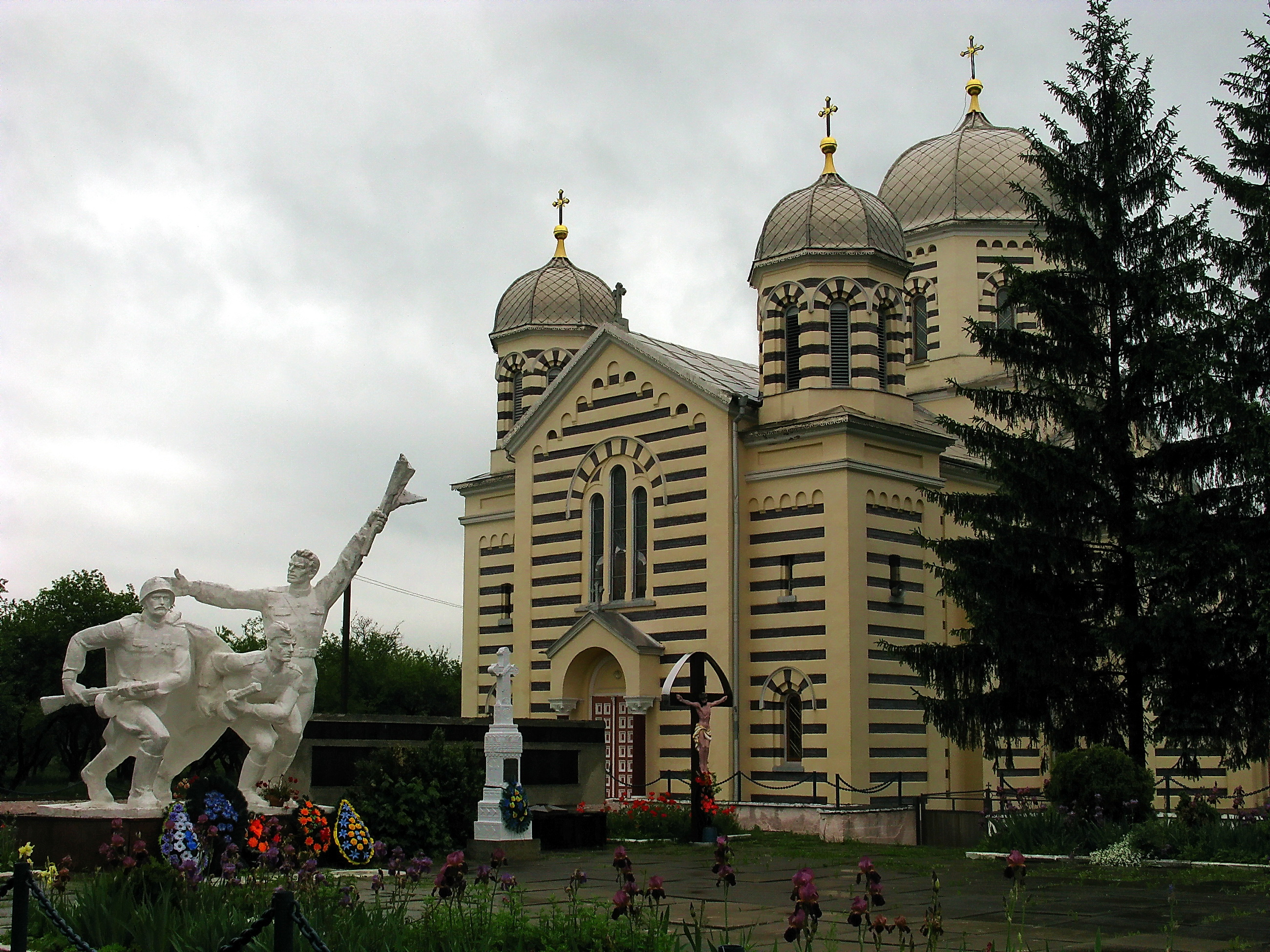
Kirche der Fürbitte in Mamajiwzi

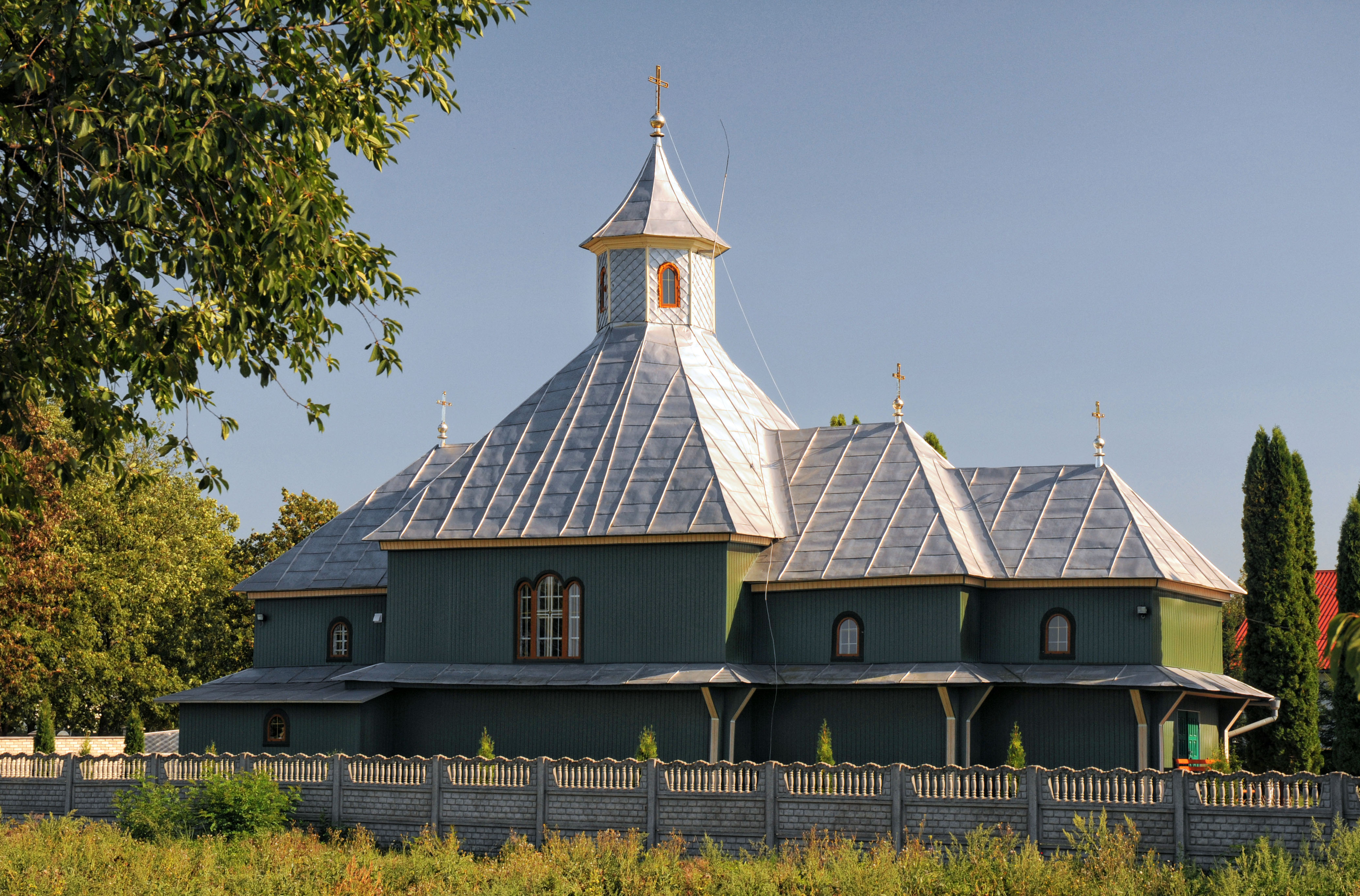
Kirche im Dorf

## Geographie
Mamajiwzi liegt in der nördlichen Bukowina am linken Ufer des Flusses Pruth sowie an den Fernstraßen M 19 und N 10 13 km nordwestlich der Oblasthauptstadt Czernowitz und 13 km südöstlich vom ehemaligen Rajonzentrum Kizman. Die stromaufwärts nächstgelegene Ortschaft ist die Siedlung städtischen Typs Luschany.
Das Dorf besitzt eine Bahnstation an der Bahnstrecke Lwiw–Tscherniwzi.

## Geschichte
Erstmals schriftlich erwähnt wurde das Dorf 1580. 1722 zog hier der Ataman der Saporoger Kosaken Pylyp Orlyk durch.
Es war in einen Teil Alt-Mamajestie (westlich) und Neu-Mamajestie (östlich) unterteilt, beide Orte wurden am 7. September 1946 in Nowosilka (Новосілка) und Starosillja (Старосілля) am 17. September 1991 wurden sie wieder rückbenannt und gleichzeitig zum heutigen Ort vereinigt.

## Verwaltungsgliederung
Am 9. August 2017 wurde das Dorf zum Zentrum der neu gegründeten Landgemeinde Mamajiwzi (Мамаївська сільська громада/Mamajiwska silska hromada). Zu dieser zählten auch die Siedlung städtischen Typs Luschany sowie die 11 in der untenstehenden Tabelle aufgelistetenen Dörfer; bis dahin bildete es zusammen mit dem Dorf Nowyj Kysseliw (Новий Киселів) die Landratsgemeinde Mamajiwzi (Мамаївська сільська рада/Mamajiwska silska rada) im Rajon Kizman.
Seit dem 17. Juli 2020 ist der Ort ein Teil des Rajons Tscherniwzi.
Folgende Orte sind neben dem Hauptort Mamajiwzi Teil der Gemeinde:
| Name                     | Name            | Name                                | Name                             | Name          |
| ukrainisch transkribiert | ukrainisch      | russisch                            | rumänisch                        | deutsch       |
| ------------------------ | --------------- | ----------------------------------- | -------------------------------- | ------------- |
| Bila                     | Біла            | Белая (Belaja)                      | Bila                             | Biała         |
| Burdej                   | Бурдей          | Бурдей                              | Bordei, Burdei                   | Burdey        |
| Dratschynzi              | Драчинці        | Драчинцы (Dratschinzy)              | Drăcineţ                         | Draczynetz    |
| Dubiwzi                  | Дубівці         | Дубовцы (Dubowzy)                   | Dubăuţi                          | Duboutz       |
| Hlynyzja                 | Глиниця         | Глиница (Gliniza)                   | Hliniţa                          | Hlinitza      |
| Korostuwata              | Коростувата     | Коростовата (Korostowata)           | Corostovata                      | Korostowata   |
| Luschany                 | Лужани          | Лужаны                              | Lujeni                           | Lużan         |
| Nowi Dratschynzi         | Нові Драчинці   | Новые Драчинцы (Nowyje Dratschinzy) | –                                | –             |
| Nowyj Kysseliw           | Новий Киселів   | Новый Киселев (Nowy Kisselew)       | –                                | –             |
| Rewne                    | Ревне           | Ревно (Rewno)                       | Revna pe Prut, Râvna             | Rewna         |
| Strilezkyj Kut           | Стрілецький Кут | Стрелецкий Кут (Strelezki Kut)      | Cotul-Vânători, Cutul Strileţchi | Strilecki Kut |

## Persönlichkeiten
Der ukrainische Opernsänger Dmytro Hnatjuk kam am 28. März 1925 im damals rumänischen Dorf Mămăeștii Vechi, das heute Teil des Dorfes Mamajiwzi ist, zur Welt.